# Гизольфи
Гизольфи (de Ghisolfi, de Guizolfi, de Gisolfi, Guigursis, Guilgursis и Giexulfis) — генуэзский аристократический род (по мнению ряда авторов, еврейского происхождения), игравший важную роль в политике и торговле Генуэзской республики. В политической борьбе между императорами Священной Римской империи и папским престолом принадлежали партии гибеллинов. Однако в XIV—XV веках фамилия Гизольфи фигурирует уже среди «белых» (умеренных) гвельфов. В Причерноморье Гизольфи появились в конце XIII века, когда, очевидно в условиях доминирования пополанов, многие представители аристократии были вынуждены покинуть метрополию. Имена представителей рода Гизольфи встречаются среди консулов Каффы (Калочеро де Гизольфи в 1467 году) и Чембало (Манфредо де Гизольфи в 1429 году).
В XIII—начале XIV века известен Бускарелло де Гизольфи, который был послом монгольских ильханов Ирана в Европе. Племянник Бускарелло Коррадо так же служил иранским ильханам.

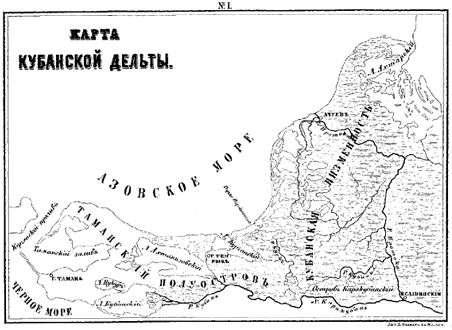
Таманский полуостров, карта 1870 года

В XV веке Гизольфи владели княжеством на Таманском полуострове, центром которого была генуэзская колония Матрега. Семья Гизольфи владела Матрегой с 1419 года. Имя первого владельца — Джиованни де Гизольфи. Его преемник Симеон де Гизольфи женил своего сына Винченцо на дочери адыгского владельца княжества Берозока Бикиханум. В 1424 году владельческие права Гизольфи были подтверждены договором с Генуэзской республикой. Договор был заключён при посредничестве брата Симоне Иоанна Галеаццо. В 1425 году Гизольфи, вероятно под давлением турецкой опасности, пытались продать свои владения, но безуспешно.
Симеон де Гизольфи умер в 1446 году. Опекуны его наследников в знак зависимости от «Великой общины» преподнесли кафинскому консулу живого сокола. Однако, по всей видимости, правители Матреги больше зависели от своих соседей и родственников адыгов, которым платили дань.
В 1453 году Генуэзская республика уступила Таврические владения своему основному займодавцу — банку св. Георгия. Гизольфи, хотя и направляли в банк отчётность, продолжали вести оперативное управление торговыми факториями на территории нынешнего Краснодарского края.
Падение Константинополя от войск османского султана Мухаммеда Завоевателя и блокирование его флотом черноморских проливов сказалось на положении итальянских колоний. В 1457 году во владениях синьора Гизольфи произошло восстание против генуэзцев, поддержанное черкесскими князьями, однако внук Симона де Гизольфи Захария (черкес по матери) смог удержаться на Тамани. Следствием произошедшего стало укрепление замка. В дальнейшем отношения синьора Гизольфи с Каффой и банком святого Георгия были довольно напряжёнными, вплоть до 1472 года, когда был заключён договор, по которому Гизольфи признавал зависимость от каффинского консула, а банк не облагал его дополнительными поборами.
В 1475 году, турки предприняли значительную военную экспедицию в Чёрном море, захватив большую часть генуэзских владений, в том числе и центр генуэзских владений Каффу. Была захвачена и Матрега. Предпринятое Захарией после этого путешествие в Геную закончилось неудачно. По дороге его задержал и, как он писал в дальнейшем, ограбил и долго мучил господарь Молдовы Стефан Великий. Известно, что Стефан ранее предлагал Захарии обосноваться в Валахии, очевидно рассчитывая на него как союзника в борьбе с османами. После освобождения из плена Захария вернулся на Тамань и продержался там до 1482 года.
В августе 1482 году Захария пытался взять в банке св. Георгия кредит в 1000 дукатов, но ответа не получил. Какое-то время Гизольфи находился в Кафе, затем перебрался в соседний с Матрегой Копарио, где нашёл своё временное прибежище (возможно у родственников).
В 1483 году через русских купцов Гизольфи обратился к великому князю Московскому Ивану III с просьбой принять его на службу. Из Москвы ответили со всем радушием. Но по ряду причин переписка затянулась. В связи с этой перепиской в писцовой книге посольского приказа появилась запись о том, что ответное послание направлено «жидовину Захарии Скаре». Идентичность адресата послания и Захарии Гизольфи ещё в XIX веке была установлена профессором Ф. К. Бруном. Именно эта ошибочная запись и дала повод считать синьора де Гизольфи евреем по национальности. Сам проф. Брун утверждал, что Гизольфи евреем не был: «Если же в письме московского великого князя Захария назван евреянином, тогда как Захарий Гизольфи явно был христианин, то придётся тут допустить ошибку писца». По всей видимости, ошибка выявилась, когда в Москве получили третье письмо Захарии, доставленное на этот раз доверенным человеком таманского князя. Письмо было написано на латыни. В посольской книге был сохранён его перевод, в котором автор послания называл себя «Захарья Гуил Гурсис». Во всяком случае в дальнейшем в дипломатической переписке он упоминается как «Захарья князь таманский», «черкасин» и даже «фрязин».
Однако по ряду причин приезд Захарии в Москву не состоялся. В 1500, как следует из документов посольского приказа, Захария уже находился на службе у крымского хана Менгли-Гирея. До 1505 года его имя упоминается среди крымской знати, получавшей «литовские поминки». На ханской дипломатической службе был и его сын Винченцо, который не раз ездил послом в Литву.

## Видные представители
- Гизольфи, Бускарелло
- Гизольфи, Заккария